# نوجة ده سادات (مهر أنرود)
نوجة ده سادات (بالفارسية: نوجه‌ده سادات) هي مستوطنة تقع في إيران في قسم مهر أنرود المرکزي الريفي. يقدر عدد سكانها بـ 1,918 نسمة .